# Санкт-Михаэль-им-Лунгау
Санкт-Михаэль-им-Лунгау (нем. Sankt Michael im Lungau) — ярмарочная коммуна (нем. Marktgemeinde) в Австрии, в федеральной земле Зальцбург. 
Входит в состав округа Тамсвег.  Население составляет 3590 человек (на 31 декабря 2005 года). Занимает площадь 68,80 км². Официальный код  —  5 05 09.

## Политическая ситуация
Бургомистр коммуны — Вольфганг Фаннингер по результатам выборов 2004 года.
Совет представителей коммуны (нем. Gemeinderat) состоит из 21 места.
- АНП занимает 10 мест.
- СДПА занимает 8 мест.
- АПС занимает 3 места.